# Halle Open 2002
L'Halle Open 2002 è stato un torneo di tennis giocato sull'erba. È stata la 10ª edizione dell'Halle Open, che faceva parte della categoria International Series nell'ambito dell'ATP Tour 2002. Si è giocato al Gerry Weber Stadion di Halle in Germania, dal 10 al 16 giugno 2002.

## Campioni

### Singolare
Evgenij Kafel'nikov ha battuto in finale  Nicolas Kiefer con il punteggio di 2–6, 6–4, 6–4

### Doppio
David Prinosil /  David Rikl hanno battuto in finale  Jonas Björkman /  Todd Woodbridge con il punteggio di 4–6, 7–6(5), 7–5